# Olympische Sommerspiele 2016/Gewichtheben – Leichtgewicht (Frauen)
Das Gewichtheben der Frauen in der Klasse bis 58 kg (Leichtgewicht) bei den Olympischen Sommerspielen 2016 in Rio de Janeiro fand am 8. August 2016 in der zweiten Halle des Riocentro statt. Es traten 16 Sportlerinnen aus 15 Ländern an.
Der Wettbewerb bestand aus zwei Teilen: Reißen (Snatch) und Stoßen (Clean and Jerk). Die Teilnehmerinnen traten aufgrund der geringen Teilnehmerzahl nur in einer Gruppe zuerst im Reißen an, bei dem jede Athletin drei Versuche hatten. Wer ohne gültigen Versuch blieb, schied aus. Im Stoßen hatte wieder jede Starterin drei Versuche. Die Sportlerin mit dem höchsten zusammenaddierten Gewicht gewann. Im Falle eines Gleichstandes gab das geringere Körpergewicht den Ausschlag.

## Titelträger
| Weltmeisterin   | Reißen    | Boyanka Kostova | 112 kg | WM 2015 in Houston |
| Weltmeisterin   | Stoßen    | Boyanka Kostova | 140 kg | WM 2015 in Houston |
| Weltmeisterin   | Zweikampf | Boyanka Kostova | 252 kg | WM 2015 in Houston |
| Olympiasiegerin | Zweikampf | Li Xueying      | 246 kg | 2012 in London     |

## Rekorde

### Bestehende Rekorde
| Weltrekord         | Reißen    | Boyanka Kostova | 112 kg | Houston, Vereinigte Staaten | 23. November 2015 |
| Weltrekord         | Stoßen    | Qiu Hongmei     | 141 kg | Tai’an, Volksrepublik China | 23. April 2007    |
| Weltrekord         | Zweikampf | Boyanka Kostova | 252 kg | Houston, Vereinigte Staaten | 23. November 2015 |
| Olympischer Rekord | Reißen    | Li Xueying      | 108 kg | London, Großbritannien      | 30. Juli 2012     |
| Olympischer Rekord | Stoßen    | Chen Yanqing    | 138 kg | Peking, Volksrepublik China | 11. August 2008   |
| Olympischer Rekord | Zweikampf | Li Xueying      | 246 kg | London, Großbritannien      | 30. Juli 2012     |

### Neue Rekorde
| Olympischer Rekord | Reißen | Sukanya Srisurat | 110 kg | Rio de Janeiro, Brasilien | 8. August 2016 |

## Zeitplan
- Gruppe B: 8. August 2016, 12:30 Uhr (Ortszeit)
- Gruppe A: 8. August 2016, 15:30 Uhr (Ortszeit)

## Endergebnis
| Rang | Athletin           | Nation                       | Gr. | Kgw.  | Reißen (kg) | Reißen (kg) | Reißen (kg) | Reißen (kg) | Stoßen (kg) | Stoßen (kg) | Stoßen (kg) | Stoßen (kg) | Zweikampf |
| Rang | Athletin           | Nation                       | Gr. | Kgw.  | 1           | 2           | 3           | Gesamt      | 1           | 2           | 3           | Gesamt      | Zweikampf |
| ---- | ------------------ | ---------------------------- | --- | ----- | ----------- | ----------- | ----------- | ----------- | ----------- | ----------- | ----------- | ----------- | --------- |
| 1    | Sukanya Srisurat   | Thailand                     | A   | 56,89 | 105         | 108         | 110         | 110         | 127         | 130         | 132         | 130         | 240       |
| 2    | Pimsiri Sirikaew   | Thailand                     | A   | 57,40 | 98          | 100         | 102         | 102         | 128         | 130         | —           | 130         | 232       |
| 3    | Kuo Hsing-chun     | Chinesisch Taipeh            | A   | 57,86 | 102         | 105         | 105         | 102         | 129         | 129         | 139         | 129         | 231       |
| 4    | Alexandra Escobar  | Ecuador                      | A   | 57,23 | 97          | 100         | 102         | 100         | 118         | 121         | 123         | 123         | 223       |
| 5    | Mikiko Andō        | Japan                        | A   | 57,56 | 90          | 93          | 94          | 94          | 120         | 124         | 126         | 124         | 218       |
| 6    | Yuderqui Contreras | Dominikanische Republik      | A   | 57,58 | 96          | 100         | 102         | 100         | 117         | 121         | 122         | 117         | 217       |
| 7    | Lina Rivas         | Kolumbien                    | A   | 57,92 | 96          | 100         | 100         | 96          | 116         | 120         | 122         | 120         | 216       |
| 8    | Patricia Domínguez | Mexiko                       | A   | 57,47 | 91          | 94          | 96          | 96          | 115         | 118         | 119         | 115         | 211       |
| 9    | Yusleidy Figueroa  | Venezuela                    | A   | 57,71 | 85          | 89          | 89          | 85          | 110         | 116         | —           | 116         | 201       |
| 10   | Sabine Kusterer    | Deutschland                  | B   | 57,70 | 87          | 89          | 90          | 90          | 108         | 110         | 110         | 110         | 200       |
| 11   | Mathlynn Sasser    | Marshallinseln               | B   | 56,80 | 82          | 84          | 87          | 87          | 110         | 112         | 112         | 112         | 199       |
| 12   | Angelica Roos      | Schweden                     | B   | 57,90 | 84          | 87          | 87          | 84          | 107         | 110         | 112         | 110         | 194       |
| 13   | Weronika Iwasjuk   | Ukraine                      | B   | 57,10 | 87          | 87          | 90          | 90          | 98          | 103         | 107         | 103         | 193       |
| 14   | Tia-Clair Toomey   | Australien                   | B   | 57,70 | 78          | 82          | 82          | 82          | 103         | 107         | 112         | 107         | 189       |
| 15   | Jenly Tegu Wini    | Salomonen                    | B   | 57,50 | 80          | 84          | 87          | 84          | 100         | 104         | 109         | 104         | 188       |
| 16   | Aisha Al-Balushi   | Vereinigte Arabische Emirate | B   | 57,00 | 67          | 70          | 72          | 72          | 86          | 90          | 94          | 90          | 162       |